# Distrito Escolar Independiente de Alvin

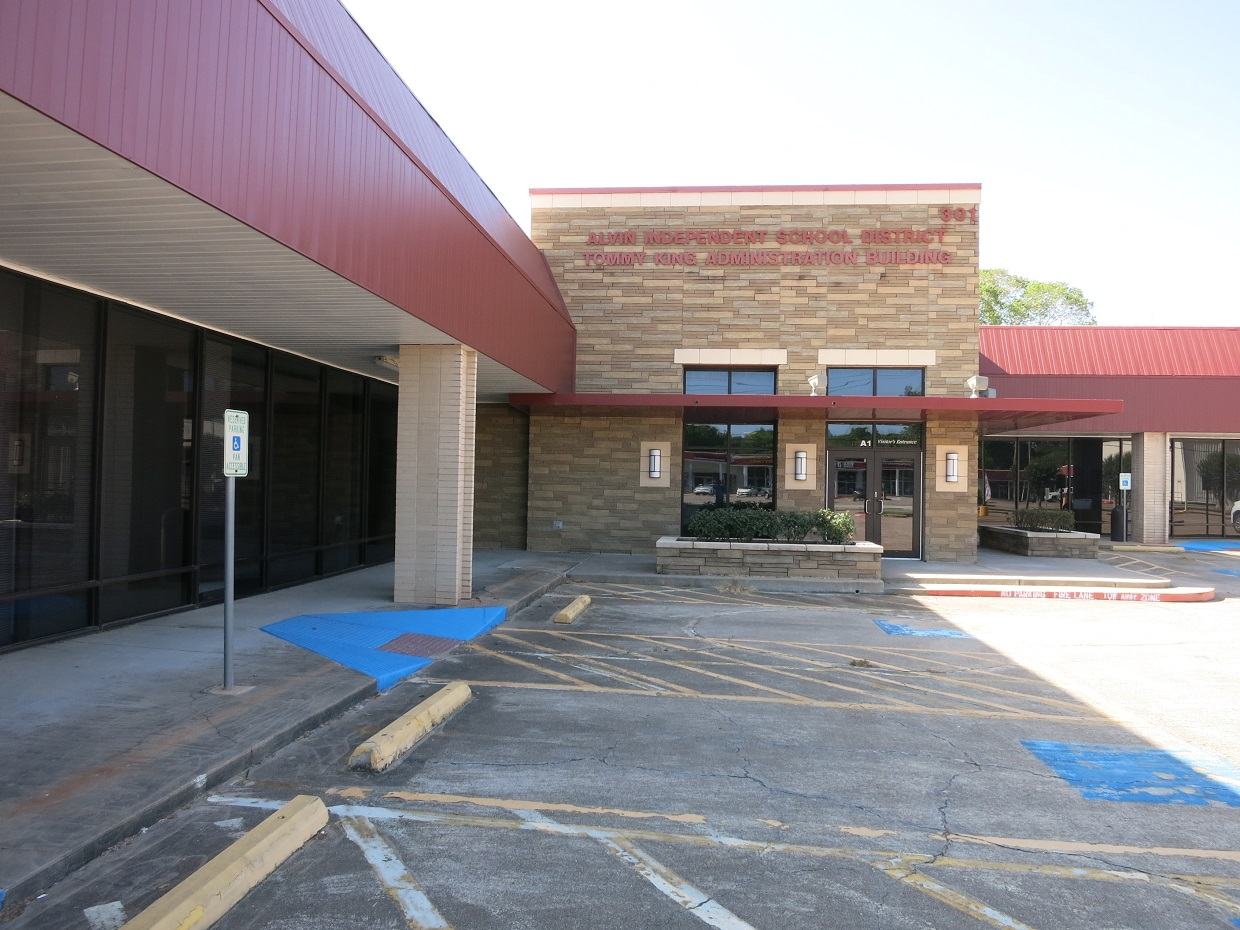
Edificio Administrativo Tommy King

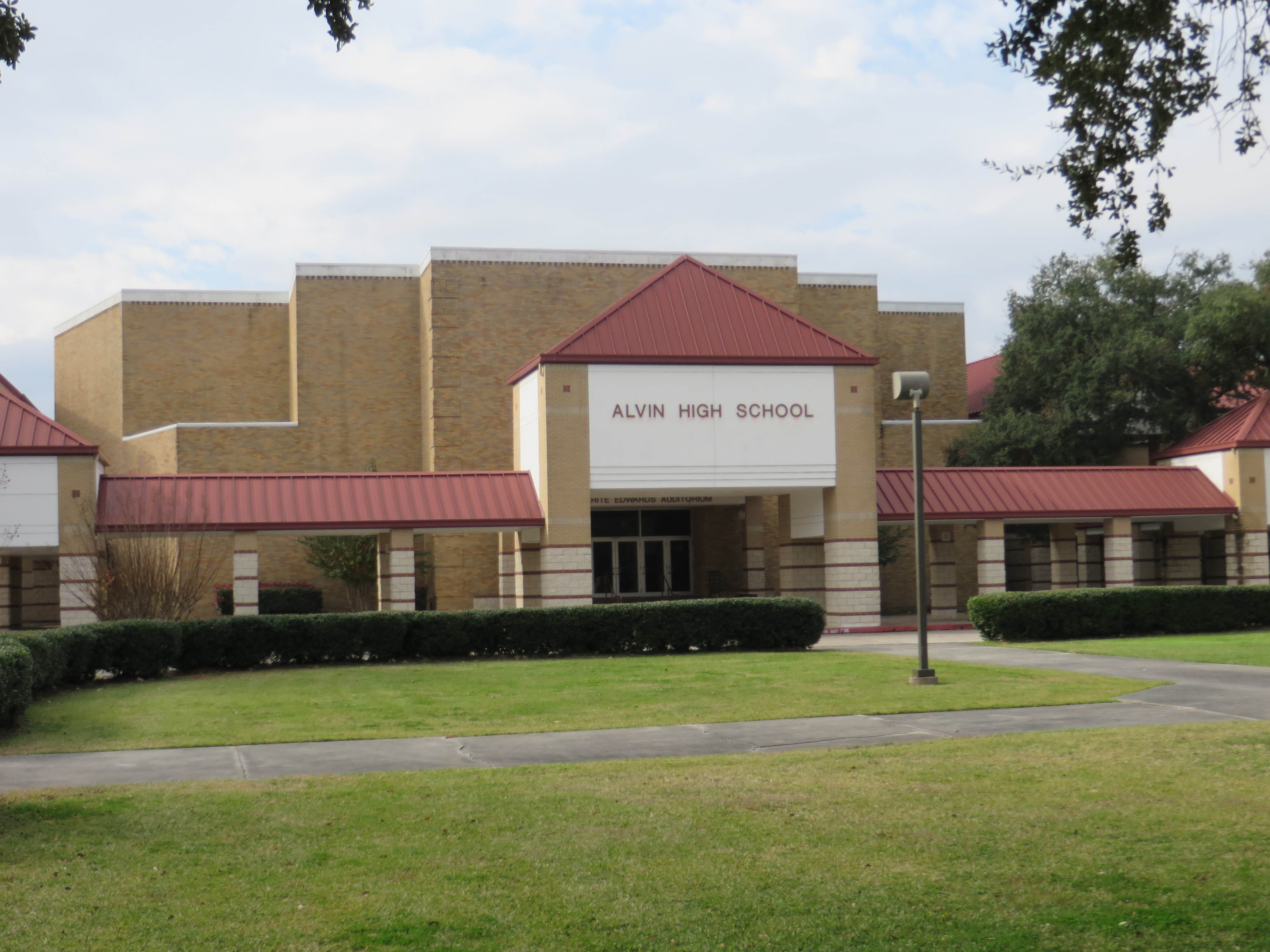
Escuela Secundaria de Alvin (EN)

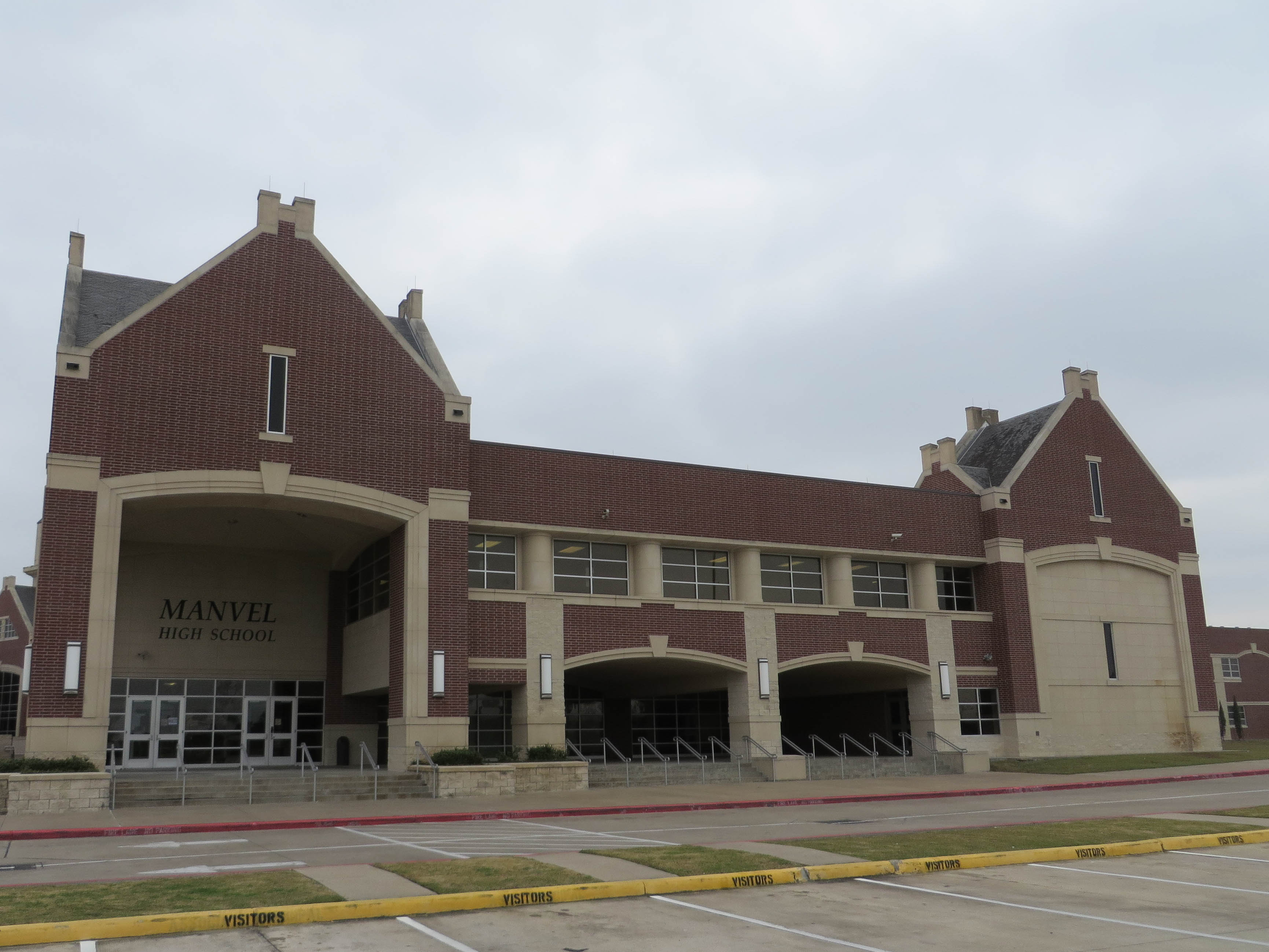
Escuela Secundaria de Manvel (EN)

El Distrito Escolar Independiente de Alvin (Alvin Independent School District) es un distrito escolar de Texas. Tiene su sede en Alvin. El área del distrito, con una superficie de 250 millas cuadradas, tiene Alvin, Manvel, Iowa Colony, Liverpool, Amsterdam (EN), y partes de Pearland, Rosharon (EN), y el área de Arcola. Alvin ISD gestiona 13 escuelas elementales, cinco escuelas secundarias, dos escuelas preparatorias, y una escuela alternativa (ASSETS Academy).